# Championnat de Zambie de football 2004
Navigation
Saison précédente Saison suivante
La saison 2004 du Championnat de Zambie de football est la quarante-troisième édition de la première division en Zambie. Les seize meilleures équipes du pays sont regroupées au sein d'une poule unique où elles s'affrontent deux fois, à domicile et à l'extérieur. En fin de saison, les quatre derniers du classement sont relégués et remplacés par les deux premiers de chacune des deux groupes géographiques de Zambian Second Division, la deuxième division zambienne.
C'est le club des Red Arrows FC qui remporte le championnat cette saison après avoir terminé en tête du classement, avec sept points d'avance sur les Green Buffaloes FC et neuf sur un duo composé du double tenant du titre, le Zanaco FC et du National Assembly FC. C'est le tout premier titre de champion de Zambie de l'histoire du club.

## Les clubs participants
| - Nkana FC - Power Dynamos FC - National Assembly FC - Kitwe United FC - Green Buffaloes FC - Nchanga Rovers FC - Konkola Blades FC - Forest Rangers FC - Promu de Second Division | - Red Arrows FC - Zanaco FC - ZESCO United FC - Promu de Second Division - Chambishi FC - Nkwazi FC - Young Arrows FC - Promu de Second Division - Kabwe Warriors FC - Lusaka Celtic FC - Promu de Second Division |

## Compétition
Le barème de points servant à établir les classements se décompose ainsi :
- Victoire : 3 points
- Match nul : 1 point
- Défaite : 0 point

### Classement
| Rang | Équipe                | Pts | J  | G  | N  | P  | Bp | Bc | Diff |
| ---- | --------------------- | --- | -- | -- | -- | -- | -- | -- | ---- |
| 1    | Red Arrows FC         | 62  | 30 | 19 | 5  | 6  | 43 | 18 | +25  |
| 2    | Green Buffaloes FC    | 55  | 30 | 16 | 7  | 7  | 48 | 31 | +17  |
| 3    | Zanaco FCT            | 53  | 30 | 15 | 8  | 7  | 41 | 24 | +17  |
| 4    | National Assembly FC  | 53  | 30 | 16 | 5  | 9  | 33 | 23 | +10  |
| 5    | Kabwe Warriors FC     | 49  | 30 | 13 | 10 | 7  | 31 | 26 | +5   |
| 6    | ZESCO United FCP      | 47  | 30 | 13 | 8  | 9  | 34 | 24 | +10  |
| 7    | Power Dynamos FC      | 45  | 30 | 11 | 12 | 7  | 32 | 27 | +5   |
| 8    | Kitwe United FC       | 43  | 30 | 10 | 13 | 7  | 26 | 16 | +10  |
| 9    | Young Arrows FCP      | 40  | 30 | 10 | 10 | 10 | 25 | 23 | +2   |
| 10   | Nchanga Rovers FC     | 38  | 30 | 9  | 11 | 10 | 25 | 25 | 0    |
| 11   | Nkwazi FC             | 38  | 30 | 10 | 8  | 12 | 27 | 32 | -5   |
| 12   | Chambishi FC -3       | 30  | 30 | 8  | 9  | 13 | 24 | 36 | -12  |
| 13   | Nkana FC              | 24  | 30 | 5  | 9  | 16 | 9  | 25 | -16  |
| 14   | Forest Rangers FCP -3 | 24  | 30 | 6  | 9  | 15 | 16 | 33 | -17  |
| 15   | Konkola Blades FC     | 25  | 30 | 6  | 7  | 17 | 20 | 38 | -18  |
| 16   | Lusaka Celtic FCPC    | 20  | 30 | 5  | 5  | 20 | 15 | 48 | -33  |

|  | Qualification pour la Ligue des champions de la CAF 2005                             |
|  | Qualification pour la Coupe de la confédération 2005                                 |
|  | Relégation directe en Second Division                                                |
|  | T : Tenant du titre C : Vainqueur de la Coupe de Zambie P : Promu de Second Division |

- Forest Rangers FC et Chambishi FC reçoivent une pénalité de 3 points pour avoir déclaré forfait lors d'une journée de championnat.

## Bilan de la saison
| Championnat de Zambie de football 2004 |                           |
| Champion                               | Red Arrows FC (1er titre) |
| Coupes et trophées                     |                           |
| Vainqueur de la Coupe de Zambie 2004   | Lusaka Celtic FC          |
| Qualifications continentales           |                           |
| Ligue des champions de la CAF 2005     | Red Arrows FC             |
| Coupe de la confédération 2005         | Green Buffaloes FC        |
| Promotions et relégations              |                           |
| Promus en Premier League               | Afrisports FC             |
| Promus en Premier League               | Mufulira Wanderers FC     |
| Promus en Premier League               | Lusaka Dynamos FC         |
| Promus en Premier League               | Chilanga Heroes FC        |
| Relégués en Second Division            | Nkana FC                  |
| Relégués en Second Division            | Forest Rangers FC         |
| Relégués en Second Division            | Konkola Blades FC         |
| Relégués en Second Division            | Lusaka Celtic FC          |